# Федеріко Франко
Луїс Федеріко Франко Гомес (ісп. Luis Federico Franco Gómez; народився 23 червня 1962 в Асунсьйоні) — парагвайський лікар і політик. Президент Парагваю з 22 червня 2012 року до 2013 року.

## Освіта і робота
Федеріко Франко народився в 1962 році в столиці Парагваю. Він здобув освіту в столичних школах Nivel Básico Colegio Nacional de la Capital та Colegio Apostólico San José. У 1986 році закінчив медичний факультет при Національному університеті Асунсьйона. Спеціалізувався на внутрішніх захворюваннях.
Після закінчення університету почав працювати за фахом. У 1990–1991 роках був настоятелем терапевтів та клінічних ординаторів, а також головним лікарем інтенсивної терапії в Hospital de Clínicas. З 1991 по 1992 рік викладав медичну семіотику. У 1994–1996 роках обіймав посаду начальника відділу в Національному шпиталі Міністерства охорони здоров'я. Був членом парагвайського товариства внутрішніх захворювань .
Федеріко Франко одружений і має чотирьох дітей (Луїс Федеріко Франко, Клаудія Ванеса, Іван Александр і Енцо Себастьян).

## Політична кар'єра
У 1991–1996 роках був депутатом міської ради Фернандо де ла Мора. У 1996–2001 роках — мер цього міста. У 2003–2008 — губернатор Центрального департаменту. У 1994 році приєднався до Справжньої радикальної ліберальної партії (Partido Liberal Radical Auténtico, PLRA). З 2002 по 2008 рік входив до складу керівництва партії .
15 серпня 2008, після перемоги Фернандо Луґо на президентських виборах, займав посаду віце-президента Парагваю. 23 червня 2012 став президентом Парагваю, після процесу імпічменту попередника.